# Беседино (Курская область)
Бесе́дино — село в Курском районе Курской области России. Административный центр Бесединского сельсовета.

## География
Село находится в центральной части Курской области, в пределах южной части Среднерусской возвышенности, в лесостепной зоне, на левом берегу реки Рать, при автодороге Р298, на расстоянии примерно 13 км (по прямой) к востоку от города Курск, административного центра района и области. Абсолютная высота — 164 м над уровнем моря.

### Климат
Климат характеризуется как умеренно континентальный, с относительно жарким летом и умеренно холодной зимой. Среднегодовая температура воздуха — 5,5 °С. Средняя температура воздуха самого тёплого месяца (июля) — 18,7 °C (абсолютный максимум — 37 °С); самого холодного (января) — −9,3 °C (абсолютный минимум — −35 °С). Безморозный период длится около 152 дней. Среднегодовое количество атмосферных осадков составляет 587 мм, из которых 375 мм выпадает в период с апреля по октябрь. Снежный покров образуется в первой декаде декабря и держится в среднем 125 дней.
| Показатель                                                                     | Янв. | Фев. | Март | Апр. | Май  | Июнь | Июль | Авг. | Сен. | Окт. | Нояб. | Дек. | Год  |
| ------------------------------------------------------------------------------ | ---- | ---- | ---- | ---- | ---- | ---- | ---- | ---- | ---- | ---- | ----- | ---- | ---- |
| Средний суточный максимум, °C                                                  | −4,3 | −3,3 | 2,6  | 13   | 19,4 | 22,7 | 25,4 | 24,7 | 18,2 | 10,5 | 3,2   | −1,3 | 10,9 |
| Средняя температура, °C                                                        | −6,3 | −5,9 | −1   | 8,1  | 14,7 | 18,3 | 21   | 20   | 14   | 7,2  | 1     | −3,3 | 7,3  |
| Средний суточный минимум, °C                                                   | −8,9 | −9   | −5,1 | 2,6  | 9    | 12,9 | 15,8 | 14,8 | 9,6  | 3,8  | −1,3  | −5,5 | 3,2  |
| Норма осадков, мм                                                              | 51   | 44   | 46   | 50   | 60   | 69   | 72   | 55   | 60   | 59   | 46    | 49   | 661  |
| Источник: Погода по месяцам c ru.climate-data.org(дата обращения: Январь 2022) |      |      |      |      |      |      |      |      |      |      |       |      |      |

### Часовой пояс
Село Беседино, как и вся Курская область, находится в часовой зоне МСК (московское время). Смещение применяемого времени относительно UTC составляет +3:00.

## Население
| 1939 | 1959 | 2002  | 2010  |
| ---- | ---- | ----- | ----- |
| 900  | ↗988 | ↗1158 | ↘1154 |

### Половой состав
По данным Всероссийской переписи населения 2010 года, в половой структуре населения мужчины составляли 44,5 %, женщины — соответственно 55,5 %.

### Национальный состав
Согласно результатам переписи 2002 года, в национальной структуре населения русские составляли 96 %.

## Улицы
В селе имеется одна улица: Соловьиная.

## Инфраструктура
Личное подсобное хозяйство. В селе 438 домов.

## Транспорт
Беседино находится при автодорогe федерального значения Р298 (Курск — Воронеж — автомобильная дорога Р22 «Каспий»; часть европейского маршрута E 38), на автодорогах регионального значения 38К-014 (Р-298 — Полевая) и межмуниципального значения 38Н-259 (Р-298 — Беломестное — Кувшинное), в 8,5 км от ближайшего ж/д остановочного пункта Заплава (линия Клюква — Белгород).
В 117 км от аэропорта имени В. Г. Шухова (недалеко от Белгорода).